# 鄒守約
鄒守約（？—？），江西宜黄人，明朝政治人物。举人出身。
嘉靖四十三年（1564年）甲子科江西鄉試舉人，万历十一年（1583年），擔任明朝廣州府新安縣知縣。后由梁大嗥接任。